# Tiyu Zhongxin
Tiyu Zhongxin (kinesiska: 体育中心, 体育中心街道) är ett stadsdelsdistrikt i Kina. Det ligger i storstadsområdet Tianjin, i den norra delen av landet, nära eller i stadens centrum. Antalet invånare är 66 948. Befolkningen består av 32 771 kvinnor och 34 177 män. Barn under 15 år utgör 8,0 %, vuxna 15-64 år 82 %, och äldre över 65 år 9,0 %.